# دینا ایستوود
دینا ایستوود (به انگلیسی: Dina Eastwood) (زاده ۱۱ ژوئیه ۱۹۶۵) روزنامه‌نگار و گوینده اخبار آمریکایی است.
او در فیلم جاعل بازی کرده‌است.